# سودانيون في المملكة المتحدة
السودانيون في المملكة المتحدة هم المهاجرين السودانيين المولودين في السودان والمقيمين في المملكة المتحدة وسلالتهم. هذه المجموعة متنوعة للغاية خاصة فيما يتعلق بالمعتقدات السياسية والدينية. تحتضن المملكة المتحدة أقدم شتات سوداني في العالم الغربي وواحد من أكبر تجمعات الشتات السوداني.
يتألف المهاجرون السودانيون الأوائل إلى المملكة المتحدة هم من المهنيين ورجال الأعمال والأكاديميين، ثم جاء لها طالبو لجوء هاربون من الحرب الأهلية السودانية الثانية. يُقيم السودانيون في العديد من المدن والبلدات الرئيسية في المملكة المتحدة.

## التاريخ
لم يكن المهاجرون الأوائل إلى المملكة المتحدة من طالبي اللجوء، بل كانوا في الأساس من المهنيين ورجال الأعمال والأكاديميين رغم الحروب الأهلية ونزاع دارفور وتأثيرهما الكبير على ملايين السودانيين. استمر هذا النمط من الهجرة حتى أواخر الثمانينيات عندما أطاح انقلاب عسكري بقيادة عمر البشير بالحكومة السودانية.
تغيرت طبيعة الهجرة السودانية إلى المملكة المتحدة بشكل كبير واستمرت حتى القرن الحادي والعشرين، عندما أدت العديد من الصراعات العنيفة بين ميليشيا الجنجاويد والعديد من الجماعات المتمردة إلى نزوح ملايين الأشخاص، ورغم تحسن الاقتصاد السوداني في بعض الفترات استمرت الاضطرابات المدنية والسياسية التي أدت إلى زيادة الهجرة.
بلغت طلبات اللجوء من السودان ذروتها في عام 1993 ثم مجددًا في عام 2004. قُبلت معظم طلبات اللجوء في أوائل التسعينيات ومنح المتقدمون اللجوء أو تصاريح إقامة استثنائية، إلا أن نسبة قبول الطلبات انخفضت بشكل كبير منذ عام 1994.

## العدد
كان هناك 10,671 شخصًا من مواليد السودان يعيشون في المملكة المتحدة في تعداد عام 2001، كانوا وقتها في المرتبة الخامسة عشرة بين مجموعات المهاجرين من الدول الإفريقية، والخامسة بين الدول العربية. ذكرت المنظمة الدولية للهجرة لعام 2006 أن عدد السودانيين المقيمين في لندن يتراوح بين 10,000 و25,000 ويتراوح عددهم في برايتون بين 3,000 و18,000. أما برمنغهام ومنطقة ويست ميدلاندز الأوسع فتضم بين 4,000 و5,000 سوداني ويُقيم في كل من غلاسكو وإدنبرة أكثر من 1,000 سوداني. كما توجد أعداد كبيرة من السودانيين في مدن وبلدات أخرى مثل دندي وأبردين وكارديف وليدز وبورتسموث ونيوبورت وبرستل ونيوكاسل أبون تاين وستوك أون ترينت وليستر وشفيلد ودربي وساوثهامبتون ونوتنغهام.
بلغ عدد السودانيين المولودين في السودان والمقيمين في المملكة المتحدة 18,381 شخصًا في تعداد عام 2011: 16,578 في إنجلترا و889 في ويلز و749 في اسكتلندا و165 في أيرلندا الشمالية. يُعد السودانيون ثامن أكبر مجموعة عربية في بريطانيا.

## المنظمات

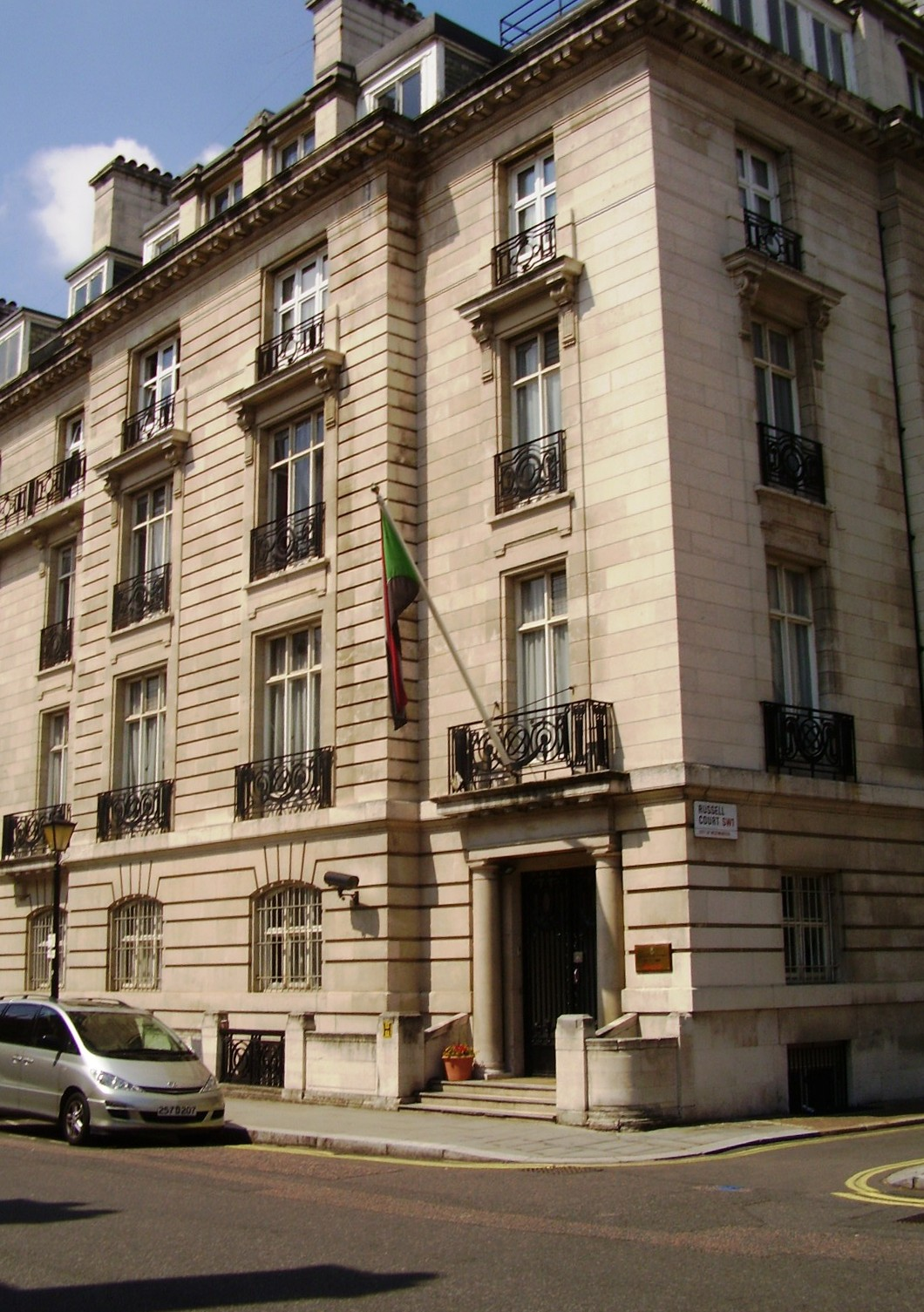
سفارة السودان في لندن

تأسست العديد من المجموعات والمنظمات المجتمعية لخدمة احتياجات الجالية السودانية في مختلف أنحاء المملكة المتحدة. تختلف أهداف هذه الكيانات من منظمات سياسية إلى نقابات عمالية ومؤسسات لدعم اللاجئين ومجموعات اجتماعية ومجتمعية متنوعة. بعض هذه المنظمات هي فروع للأحزاب السياسية والهيئات المهنية السودانية مثل حزب الأمة ونقابة الأطباء السودانيين.
من بين أبرز المؤسسات الوطنية غير السياسية التي أُنشئت في المملكة المتحدة: المنظمة السودانية لحقوق الإنسان والمنظمة السودانية لمناهضة التعذيب ومجموعات دعم للاجئين لمساعدة الوافدين الجدد وطالبي اللجوء على التكيف مع الحياة في بريطانيا وتقديم الدعم لحل أي مشكلات تواجههم. أما المجموعات الاجتماعية والثقافية غير رسمية أسسها السودانيون فمنها الأسرة السودانية في أوكسفوردشاير وجمعية ليدز للجالية السودانية والجمعية القبطية السودانية.
يمثل السودانيين المقيمين في المملكة المتحدة سفارة السودان الواقعة في كليفلاند رو بلندن.